# Abel (månkrater)
Abel är en uråldrig nedslagskrater på månen som ligger nära den sydöstra randen (det vill säga den yttersta kanten av den synliga delen av himlakroppen). Den är lokaliserad till söder om Barnard, och till den nordvästra gränsen av Mare Australe.
Abels kraterrand är mycket eroderad och ojämn i formen. Den formar dock en något polygonisk figur. 
Den har avtryck och är övertäckt av tidigare nedslag. Satellitkratern Abel A övertäcker den södra kraterkanten. Abel M och Abel L tränger in i den västra väggen. 
Det östra kratergolvet i Abel har blivit övertäckt av tidigare lavafloder, vilket har gjort den till en relativt jämn och plat yta med låg albedo. Resterna av en liten kraterkant skjuter ut nära den nordöstra väggen. Den västra delen av kratergolvets yta är ojämnare och har en albedo som den omgivande ytan. 
Abelkratern namngavs efter den norska matematikern Niels Abel.

## Satellitkratrar
Som konvention är dessa objekt identifierade, på månkartor, genom att placera ut bokstaven på den sida av kraterns mittpunkt som är närmast kratern Abel.
| Abel | Latitude | Longitude | Diameter |
| ---- | -------- | --------- | -------- |
| A    | 36.6° S  | 86.0° Ö   | 19 km    |
| B    | 36.7° S  | 82.8° Ö   | 41 km    |
| C    | 36.0° S  | 81.0° Ö   | 31 km    |
| D    | 37.7° S  | 87.7° Ö   | 30 km    |
| E    | 37.8° S  | 86.5° Ö   | 13 km    |
| J    | 35.5° S  | 79.0° Ö   | 11 km    |
| K    | 35.0° S  | 77.2° Ö   | 9 km     |
| L    | 34.4° S  | 82.6° Ö   | 67 km    |
| M    | 32.2° S  | 83.6° Ö   | 81 km    |